# Olympus PEN E-P7
Die PEN E-P7 ist eine spiegellose Systemkamera des Herstellers OM Digital Solutions (OMDS) für das Micro-Four-Thirds-System. Sie ist das Nachfolgemodell der Olympus PEN E-P5 und seit Juni 2021 im europäischen Handel erhältlich. Es ist die erste Olympus Kamera, die von OMDS produziert wird, nachdem die Imaging Sparte von Olympus als eigenständiges Unternehmen ausgegliedert und an Japan Industrial Partners verkauft wurde.

## Neuerungen
Die auffälligste Neuerung der OM-D E-P7 ist der Bildsensor, der gegenüber den Vorgängermodellen der PEN-Serie mit 20 Megapixeln eine höhere Auflösung besitzt. Er entspricht den Sensoren der Olympus OM-D-Reihe.
Das Gehäuse ist im Retro-Design der analogen Olympus Pen von 1959 gestaltet. Gegenüber dem Vorgänger wirkt es etwas kantiger. Die Abmessungen blieben nahezu gleich, das Gewicht reduzierte sich leicht. Die technischen Daten der Kamera entsprechen zum großen Teil denen der OM-D E-M10 IV. So enthält die OM-D E-P7 den TruePic-VIII Bildprozessor, der auch in der OM-D-Serie enthalten ist. Die Serienbildrate stieg bei Verwendung des mechanischen Verschlusses von 3 auf 8,7 Bilder pro Sekunde, mit dem elektronischen Verschluss erreicht sie bis zu 15 Bilder pro Sekunde.
Der Monitor auf der Rückseite der Kamera kann wie beim Vorgängermodell vertikal geneigt werden, neu ist dabei die Möglichkeit, ihn für Selfie-Aufnahmen um 180 Grad nach unten zu neigen. Erstmals ist bei einer Kamera der PEN-Reihe die externe Stromversorgung über die USB-Schnittstelle möglich.
Von der PEN-F wurde der Schalter zur Profilsteuerung auf der Vorderseite der Kamera übernommen. Damit ist es möglich, zwischen mehreren Farb- und Monochromprofilen und Filmeffekten umzuschalten sowie Lichter, Schatten und die Farbsättigung von zwölf verschiedenen Farbtönen einzustellen. Die von den Kameras der OM-D und PEN-Reihe bereits bekannten Art Filter sind nun parametrisierbar.
Von der OM-D E-M10 IV wurden die bessere Gesichts- und Augenerkennung sowie ein schnellerer Speicherkartenslot (UHS-II) übernommen. Verbessert wurden nach Angaben des Herstellers auch die Kamera-interne Bildstabilisierung und der Autofokus.
Die Steuerung der Kamera von Smartphones, Tablet-PCs oder Computern aus ist weiterhin über eine WLAN-Verbindung möglich. Zusätzlich besitzt sie die mit der Olympus OM-D E-M1X eingeführte Bluetooth-Schnittstelle zur Kopplung mit der Olympus Image Share App.

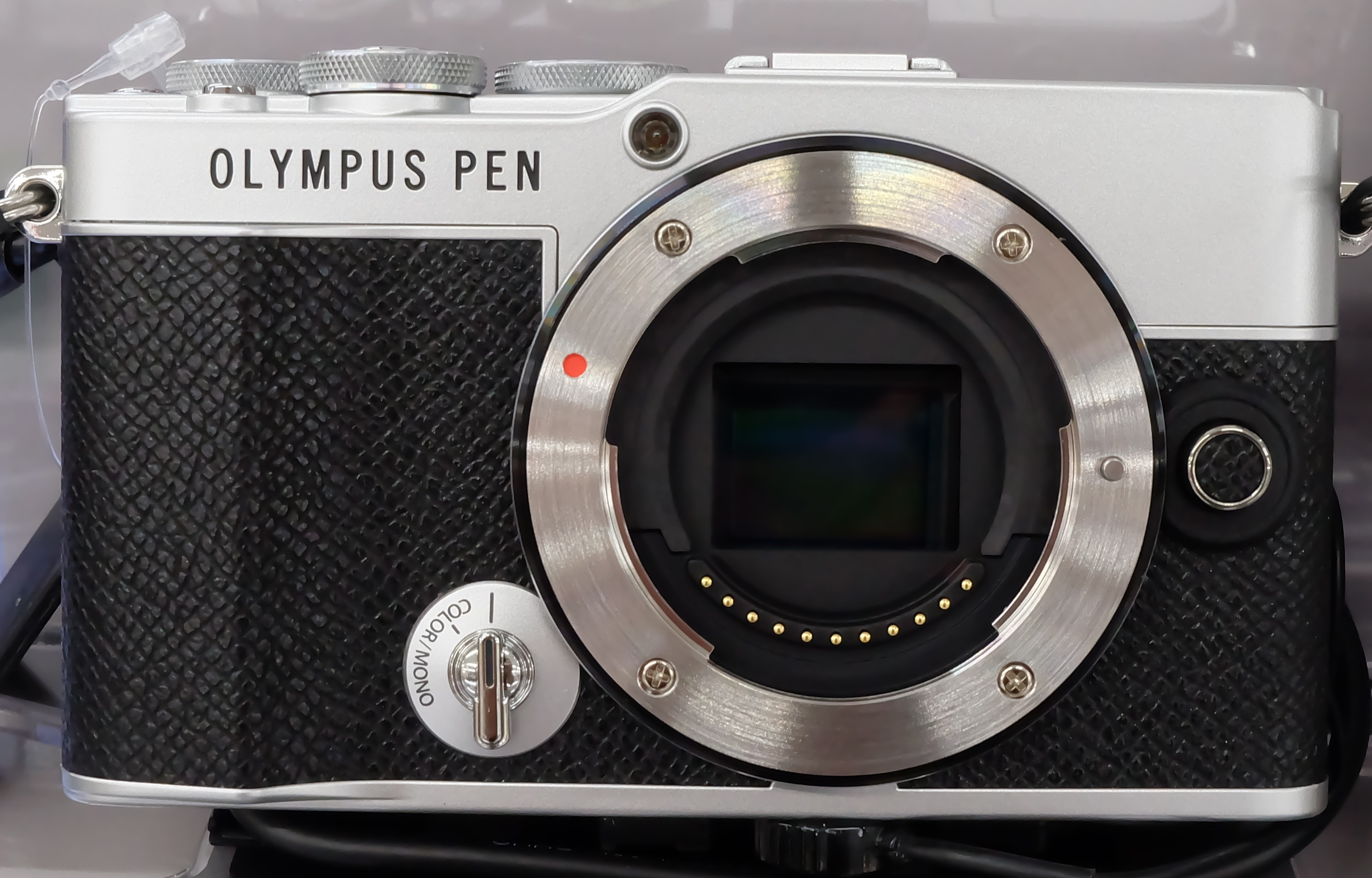
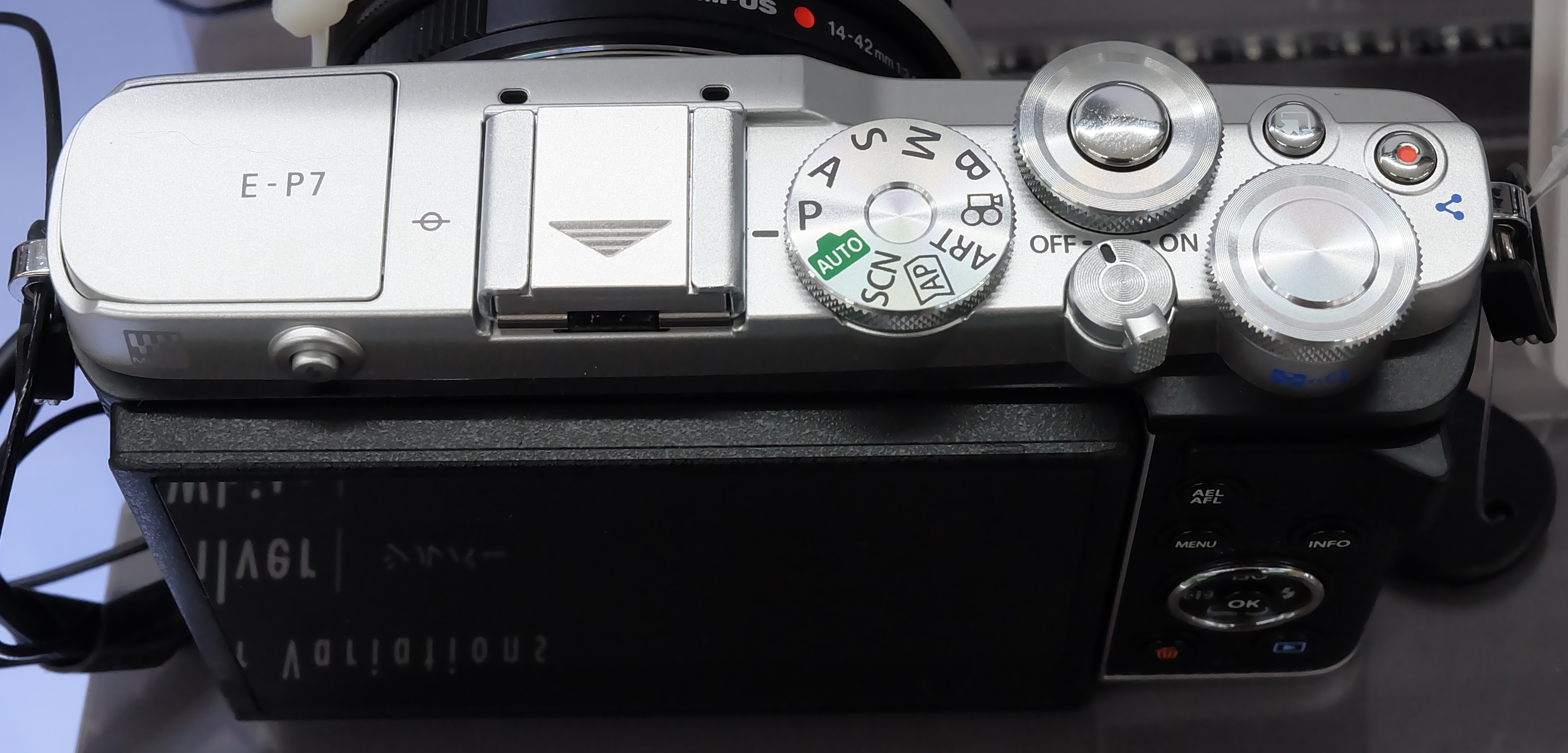
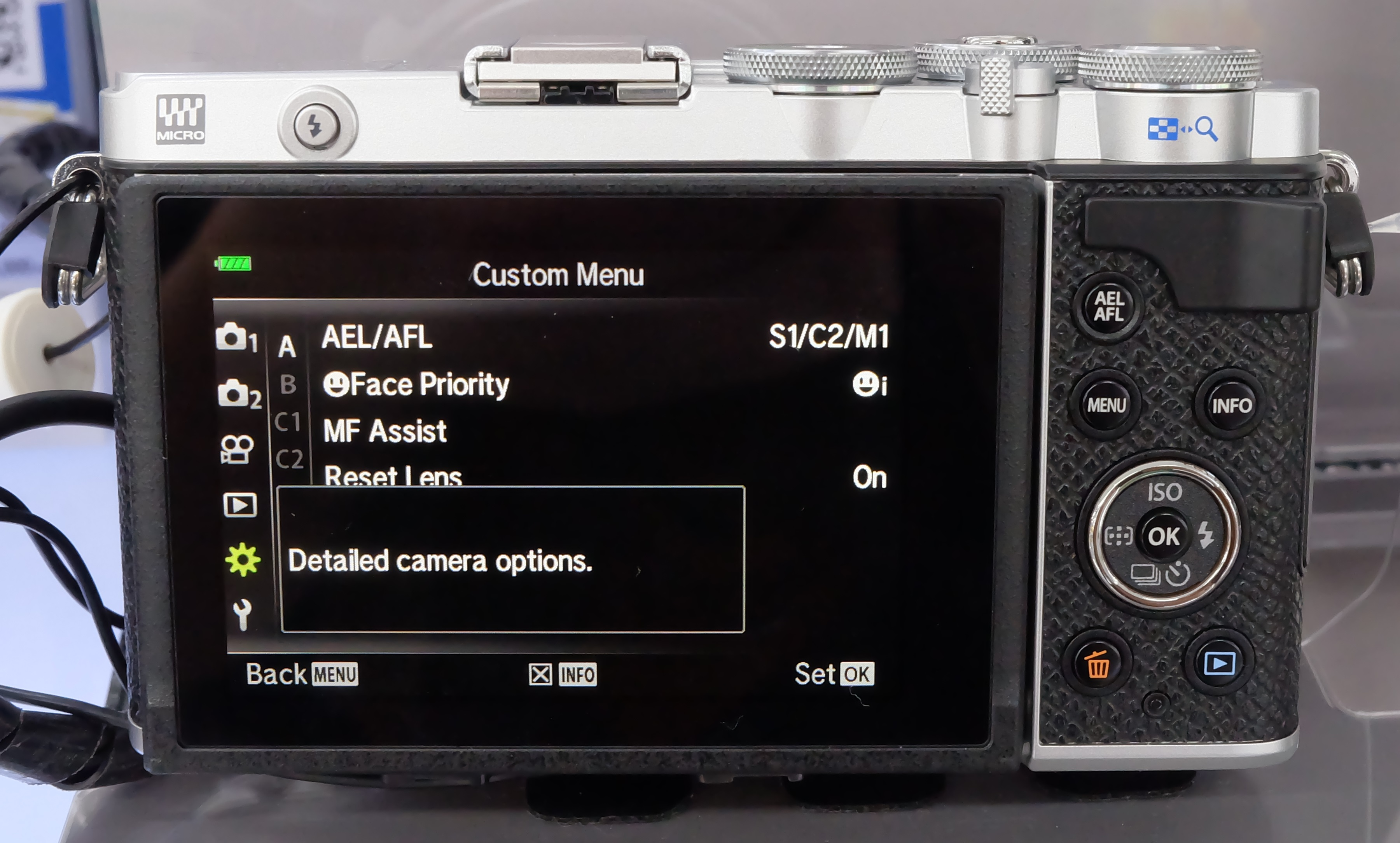
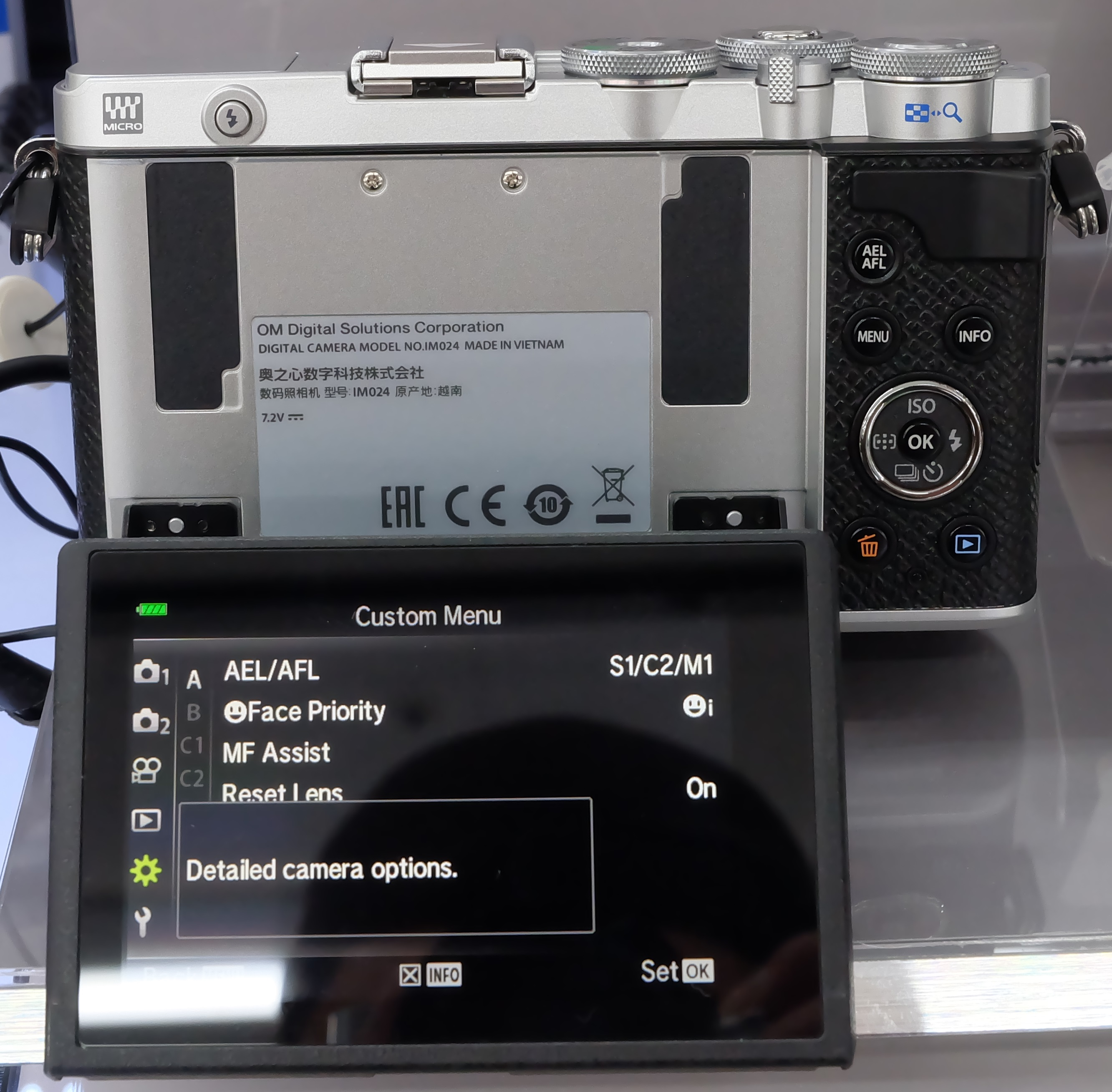